# 1851

## Родени
- Аврам Гуджев, български военен деец
- Владимир Палаузов, руски юрист
- Гюрчин Наумов, Български революционер
- Иван Алев, български лекар
- 13 януари – Тодор Каблешков, български революционер
- 10 февруари – Йонко Карагьозов, деец на националноосвободителното движение
- 21 април – Георги Измирлиев, български революционер
- 20 май – Емил Берлинер, американски изобретател
- 29 май – Леон Буржоа, френски политик
- 8 юли – Артър Евънс,
- 12 юли – Михаил Поморцев, руски изобретател и аеролог
- 8 август – Георги Кандиларов, български просветен деец
- 23 ноември – Йонас Басанавичус, литовски общественик
- 17 декември – Ото Шот, немски химик и оптик

## Починали
- 21 януари – Густав Лорцинг, немски композитор, оперен певец и диригент
- 21 януари – Алберт Лорцинг, немски композитор, оперен певец и диригент
- 1 февруари – Мери Шели, Английска писателка
- 22 февруари – Александър Алябиев, руски композитор (* 1787 г.)
- 9 март – Ханс Кристиян Оерстед, датски физик
- 9 март – Ханс Кристиан Оерстед, датски физик
- 23 април – Михаил Лазарев, руски морски капитан
- 12 юли – Луи Дагер, френски изобретател и пионер във фотографията
- 5 септември – Милица Николаевна, Велика руска княгиня
- 7 септември – Джон Кид, английски химик и професор
- 14 септември – Джеймс Фенимор Купър, американски писател
- 19 октомври – Мари Терез Шарлот, френска принцеса
- 10 декември – Карл Драйс, немски изобретател
- 19 декември – Джоузеф Търнър, английски художник

Вижте също:
- календара за тази година